# Ik wil alles wat niet mag (Annie M.G. Schmidt)
Ik wil alles wat niet mag is een kinderboek met verzamelde versjes van Annie M.G. Schmidt. Het werd voor het eerst gepubliceerd in 2002 door uitgeverij Querido. De illustraties werden gemaakt door Harrie Geelen.

## Inhoud
Het boek is een verzamelwerk van versjes die Schmidt schreef in de jaren '50 en '60, waaronder de versjes De wim-wam reus (1961), 'Ik ben lekker stout' (1955) en 'De toren van Bemmelekom' (1953). De titel 'Ik wil alles wat niet mag' is een verwijzing naar een regel uit het versje 'Ik ben lekker stout'.

### Illustraties
De illustraties in het boek zijn aan de hand van Harrie Geelen. Hij werkte eerder samen met Schmidt voor haar boek Pippeloentje, waarvoor hij in 1995 een Gouden Penseel won, en het boek Beestenboel met verzamelde versjes.